# 阿爾特薩烏克羅山
9°34′46″S 76°55′20″W / 9.57944°S 76.92222°W
阿爾特薩烏克羅山（Artisa Ukru），是秘魯的山峰，位於該國中部瓦努科大區，由瓦馬利埃斯省的利亞塔區負責管轄，屬於安地斯山脈的一部分，海拔高度4,400米。